# Сан-Пелайо (Колумбия)
Сан-Пелайо (исп. San Pelayo) — город и муниципалитет на севере Колумбии, на территории департамента Кордова.

## История
Поселение, из которого позднее вырос город, было основано 6 мая 1772 года доном Антонио де Ла-Торре-и-Мирандой. Муниципалитет Сан-Пелайо был выделен в отдельную административную единицу в 1923 году.

## Географическое положение
Город расположен в северной части департамента, в пределах Прикарибской низменности, к востоку от реки Сину, на расстоянии приблизительно 16 километров к северу от города Монтерии, административного центра департамента. Абсолютная высота — 11 метров над уровнем моря.
Муниципалитет Сан-Пелайо граничит на севере с территорией муниципалитета Лорика, на западе — с муниципалитетом Пуэрто-Эскондидо, на юго-западе — с муниципалитетом Монтерия, на юге — с муниципалитетом Серете, на востоке — с муниципалитетами Сьенага-де-Оро и Чима, на северо-востоке — с муниципалитетом Которра. Площадь муниципалитета составляет 451,12 км².

## Население
По данным Национального административного департамента статистики Колумбии, совокупная численность населения города и муниципалитета в 2015 году составляла 43 584 человека.
Динамика численности населения муниципалитета по годам:
| 2005   | 2006   | 2007   | 2008   | 2009   | 2010   | 2011   | 2012   | 2013   | 2014   | 2015   |
| ------ | ------ | ------ | ------ | ------ | ------ | ------ | ------ | ------ | ------ | ------ |
| 39 260 | 39 640 | 40 032 | 40 449 | 40 890 | 41 323 | 41 768 | 42 225 | 42 680 | 43 132 | 43 584 |

Согласно данным переписи 2005 года мужчины составляли 50,9 % от населения Сан-Пелайо, женщины — соответственно 49,1 %. В расовом отношении белые и метисы составляли 91,7 % от населения города; негры, мулаты и райсальцы — 7,1 %; индейцы — 1,2 %.
Уровень грамотности среди всего населения составлял 82 %.

## Экономика
65,9 % от общего числа городских и муниципальных предприятий составляют предприятия торговой сферы, 24,2 % — предприятия сферы обслуживания, 9,4 % — промышленные предприятия, 0,5 % — предприятия иных отраслей экономики.

## Транспорт
Через город проходит национальное шоссе № 21 (исп. Ruta Nacional 21).